# 新十条
「新十条」，指由国务院联防联控机制在2022年12月7日發布，国家卫生健康委员会所公布的《关于进一步优化落实新冠肺炎疫情防控措施的通知》（联防联控机制综发〔2022〕113号）及通知中提出的“十条”疫情防控优化指导意见的简称。中国媒体、民间、外国中文媒体）也一并采用“新十条”作为简称。“新十条”的推出，代表着中国政府实质上放弃了“动态清零”的防疫策略。

## 出台
由于中共中央总书记习近平主导的动态清零措施在执行过程中被认为过于严格，在面对传染性更强的奥密克戎变异株时收效不理想，带来次生灾害，从而引发了白紙運動。据《华尔街日报》及《南华早报》报道，12月1日习近平在会晤外国政要时回应该运动称：“抗议群体主要由学生组成，他们对官方自疫情爆发3年来实施的严格清零政策感到沮丧”。
“新十條」放棄強制集中隔離、允許輕症及無症狀患者有條件居家隔離，不再展开大範圍全員核酸檢測，同時要求不得採取各種形式的臨時封控、不再對跨區流動人員查驗核酸陰性證明和健康碼。在2022年12月7日起的半个月内撤销大部分防疫措施，病毒检测阳性的人员不须再被隔离，改为采取与2022年12月之前严格“动态清零”截然不同的快速过峰方式推行与病毒共存策略，让尽可能多的人快速感染并康复，以达成自然群体免疫的目标。

## 影響
2022年12月，青岛市、东莞市、浙江省等地的陽性患者數量急劇增加。国家卫健委网站于2022年12月25日发布说明：“从即日起，不再发布每日疫情信息，将由中国疾控中心发布相关疫情信息，供参考和研究使用。”
2022年12月26日深夜，国家卫健委宣布，将“新型冠状病毒肺炎”更名为“新型冠状病毒感染”；自2023年1月8日起，解除对新型冠状病毒感染采取的《中华人民共和国传染病防治法》规定的甲类传染病预防、控制措施；新型冠状病毒感染不再纳入《中华人民共和国国境卫生检疫法》规定的检疫传染病管理。
2023年1月6日，国家卫健委、国家中医药局发布《新型冠状病毒感染诊疗方案（试行第十版）》，除根据先前卫健委公告将“新型冠状病毒肺炎”更名为“新型冠状病毒感染”外，亦将“二十条”“新十条”发布后的一些应对措施正式纳入诊疗方案，包括不再集中隔离收治感染者、将抗原测试作为判断依据、优化临床分型、不再判定疑似病例、不再以核酸检测结果作为患者出院与否的判定条件等。1月7日，《新型冠状病毒感染防控方案（第十版）》发布，再次明确取消区域封控、不再进行全员核酸检测、不再判定密接、不再划定风险区、不再集中隔离收治感染者，并规定了常态下以及疫情流行期间各自的监测措施和防控措施。同日，最高人民法院、最高人民检察院、公安部、司法部、海关总署联合出台《关于适应新阶段疫情防控政策调整依法妥善办理相关刑事案件的通知》。自1月8日起对新型冠状病毒感染实施“乙类乙管”、不再纳入检疫传染病管理之日起，对违反新型冠状病毒感染疫情预防、控制措施和国境卫生检疫规定的行为，不再以刑法第三百三十条妨害传染病防治罪、第三百三十二条妨害国境卫生检疫罪定罪处罚。目前正在办理的相关案件，依照中华人民共和国刑法、刑事诉讼法相关规定，及时妥善处理。犯罪嫌疑人、被告人处于被羁押状态的，各办案机关应当依法及时解除羁押强制措施；涉案财物被查封、扣押、冻结的，应当依法及时解除。另外国家医保局、财政部、国家卫生健康委、国家疾控局印发《关于实施 “乙类乙管”后优化新型冠状病毒感染患者治疗费用医疗保障相关政策的通知》，规定对住院的新冠患者延续“乙类甲管”时的政策，全额保障新冠患者的住院费用。该政策以新冠患者入院时间计算，先行执行至2023年3月31日。
2023年1月21日，中国疾控中心估计全国感染率高达80%，因此未来两三个月内病例反弹的可能性很小。2月23日，国务院联防联控机制新闻发布会上，国家卫健委疫情应对处置工作领导小组专家组组长梁万年在回答记者有关疫情“走出大流行”的问题时表示，“中国已经经受住了这一轮疫情的冲击和考验，建立了比较好的人群免疫屏障”，并表示如果从疫情本身的特点来看，“可以说这个疫情已经基本结束，但不能说它是完全的结束”。

## 评价
2022年12月7日，中国驻法国大使卢沙野应邀出席法国外交记者协会晚餐交流会，期间接受记者采访。卢沙野说，新十条的出台受到民众的普遍欢迎，游行活动也随之消失。